# Liste des gares de la région Centre-Val de Loire
La liste des gares de la région Centre-Val de Loire, est une liste des gares ferroviaires, haltes ou arrêts, situées en région Centre-Val de Loire.
Liste actuellement non exhaustive :

## Gares ferroviaires des lignes du réseau national

### Gares ouvertes au trafic voyageurs
- Gare d'Amboise
- Gare d'Amilly-Ouerray
- Gare d'Argenton-sur-Creuse
- Gare d'Arrou
- Gare d'Artenay
- Gare d'Auneau
- Gare d'Avord
- Gare d'Azay-le-Rideau
- Gare d'Azay-sur-Cher
- Gare de Bailleau-le-Pin
- Gare de Ballan
- Gare de Baule
- Gare de Beaugency
- Gare de Bengy
- Gare de Bigny
- Gare de Bléré - La Croix
- Gare de Blois - Chambord
- Gare de Boisseaux
- Gare de Bonneval
- Gare de Bourges
- Gare de Briare
- Gare de Brou
- Gare de Cercottes
- Gare de Chabenet
- Gare de Chabris
- Gare de Chaingy-Fourneaux-Plage
- Gare de Chartres
- Gare de Château-Gaillard
- Gare de Château-Renault
- Gare de Châteaudun
- Gare de Châteauneuf-sur-Cher
- Gare de Châteauroux
- Gare de Chartres
- Gare de Chenonceaux
- Gare de Chevilly
- Gare de Chinon
- Gare de Chissay-en-Touraine
- Gare de Chouzy
- Gare de Cinq-Mars-la-Pile
- Gare de Cloyes
- Gare de Cormery
- Gare de Courçay - Tauxigny
- Gare de Courtalain - Saint-Pellerin
- Gare de Courville-sur-Eure
- Gare de Dordives
- Gare de Dreux
- Gare de Druye
- Gare d'Éguzon
- Gare d'Épernon
- Gare d'Esvres
- Gare du Faubourg-d'Orléans
- Gare de Ferrières - Fontenay
- Gare de Foëcy
- Gare de Fréteval - Morée
- Gare de Gien
- Gare de Gièvres
- Gare d'Illiers-Combray
- Gare d'Issoudun
- Gare de Joué-lès-Tours
- Gare de Jouy
- Gare de La Chapelle-Saint-Mesmin
- Gare de La Chapelle-sur-Loire
- Gare de La Chaussée-Saint-Victor
- Gare de la Douzillère
- Gare de La Ferté-Imbault
- Gare de La Ferté-Saint-Aubin
- Gare de La Guerche-sur-l'Aubois
- Gare de La Loupe
- Gare de La Membrolle-sur-Choisille
- Gare de La Taye
- Gare de La Villette-Saint-Prest
- Gare de Lamotte-Beuvron
- Gare de Langeais
- Gare des Aubrais
- Gare de Limeray
- Gare de Loches
- Gare de Loreux
- Gare de Lothiers
- Gare de Luant
- Gare de Lucé
- Gare de Lunery
- Gare de Magny - Blandainville
- Gare de Maillé
- Gare de Maintenon
- Gare de Malesherbes
- Gare de Marchezais - Broué
- Gare de Marmagne (Cher)
- Gare de Mehun-sur-Yèvre
- Gare de Menars
- Gare de Mennetou-sur-Cher
- Gare de Mer
- Gare de Meung-sur-Loire
- Gare de Monnaie
- Gare de Montargis
- Gare de Montbazon
- Gare de Montlouis
- Gare de Montrichard
- Gare de Monts
- Gare de Nérondes
- Gare de Neuillé-Pont-Pierre
- Gare de Neuvy-Pailloux
- Gare de Nogent-le-Rotrou
- Gare de Nogent-sur-Vernisson
- Gare de Noizay
- Gare de Notre-Dame-d'Oé
- Gare de Nouan-le-Fuzelier
- Gare d'Onzain - Chaumont-sur-Loire
- Gare d'Orléans
- Gare de Pezou
- Gare de Pontgouin
- Gare de Port-Boulet
- Gare de Port-de-Piles
- Gare de Pruniers
- Gare de Reignac
- Gare de Reuilly (Indre)
- Gare de Rivarennes
- Gare de Romorantin-Blanc-Argent
- Gare de Salbris
- Gare de Savonnières
- Gare de Selles-Saint-Denis
- Gare de Selles-sur-Cher
- Gare de Saint-Aignan - Noyers
- Gare de Saint-Amand-de-Vendôme
- Gare de Saint-Amand-Montrond - Orval
- Gare de Saint-Antoine-du-Rocher
- Gare de Saint-Aubin - Saint-Luperce
- Gare de Saint-Ay
- Gare de Saint-Cyr-en-Val - La Source
- Gare de Saint-Florent-sur-Cher
- Gare de Saint-Genouph
- Gare de Saint-Germain-du-Puy
- Gare de Saint-Germain - Saint-Rémy
- Gare de Saint-Jean-de-Braye
- Gare de Saint-Martin-le-Beau
- Gare de Saint-Paterne
- Gare de Saint-Patrice
- Gare de Saint-Piat
- Gare de Saint-Pierre-des-Corps
- Gare de Sainte-Lizaigne
- Gare de Sainte-Maure - Noyant
- Gare de Suèvres
- Gare de Theillay
- Gare de Thésée
- Gare de Tours
- Gare de Toury
- Gare d'Urçay
- Gare de Veigné
- Gare de Véretz - Montlouis
- Gare de Vendôme
- Gare de Vendôme - Villiers-sur-Loir TGV
- Gare de Veuves - Monteaux
- Gare de Vierzon-Forges
- Gare de Vierzon-Ville
- Gare de Villefranche-sur-Cher
- Gare de Villeherviers
- Gare de Villeperdue
- Gare de Voves

### Gares fermées au trafic voyageurs

#### Situées sur une ligne en service
- Gare d'Ainay-le-Vieil
- Gare de Celon
- Gare de Chambourg
- Gare de Chéry - Lury
- Gare de Diou
- Gare de Fondettes - Saint-Cyr
- Gare de Montierchaume
- Gare de La Chapelle-Saint-Ursin - Morthomiers (ITE)
- Gare de Tendron
- Gare de Tournon-Saint-Martin

#### Situées sur une ligne fermée
- Gare d'Argent-sur-Sauldre
- Gare du Blanc
- Gare de Concremiers
- Gare de Cour-Cheverny
- Gare de Gimouille
- Gare du Grand-Pressigny
- Gare de Saint-Aigny - Le Blanc

## Voie étroite

### Gares ouvertes au trafic voyageurs
- Gare de Chabris
- Gare de La Gauterie
- Gare de Luçay-le-Mâle
- Gare de Romorantin-Blanc-Argent
- Gare de Valençay
- Gare de Varennes-sur-Fouzon

### Gares ouvertes uniquement à un trafic Touristique
- Gare d'Argy
- Gare d'Écueillé
- Gare d'Heugnes
- Gare de La Foulquetière
- Gare de Pellevoisin